# Dioscuri-tempel

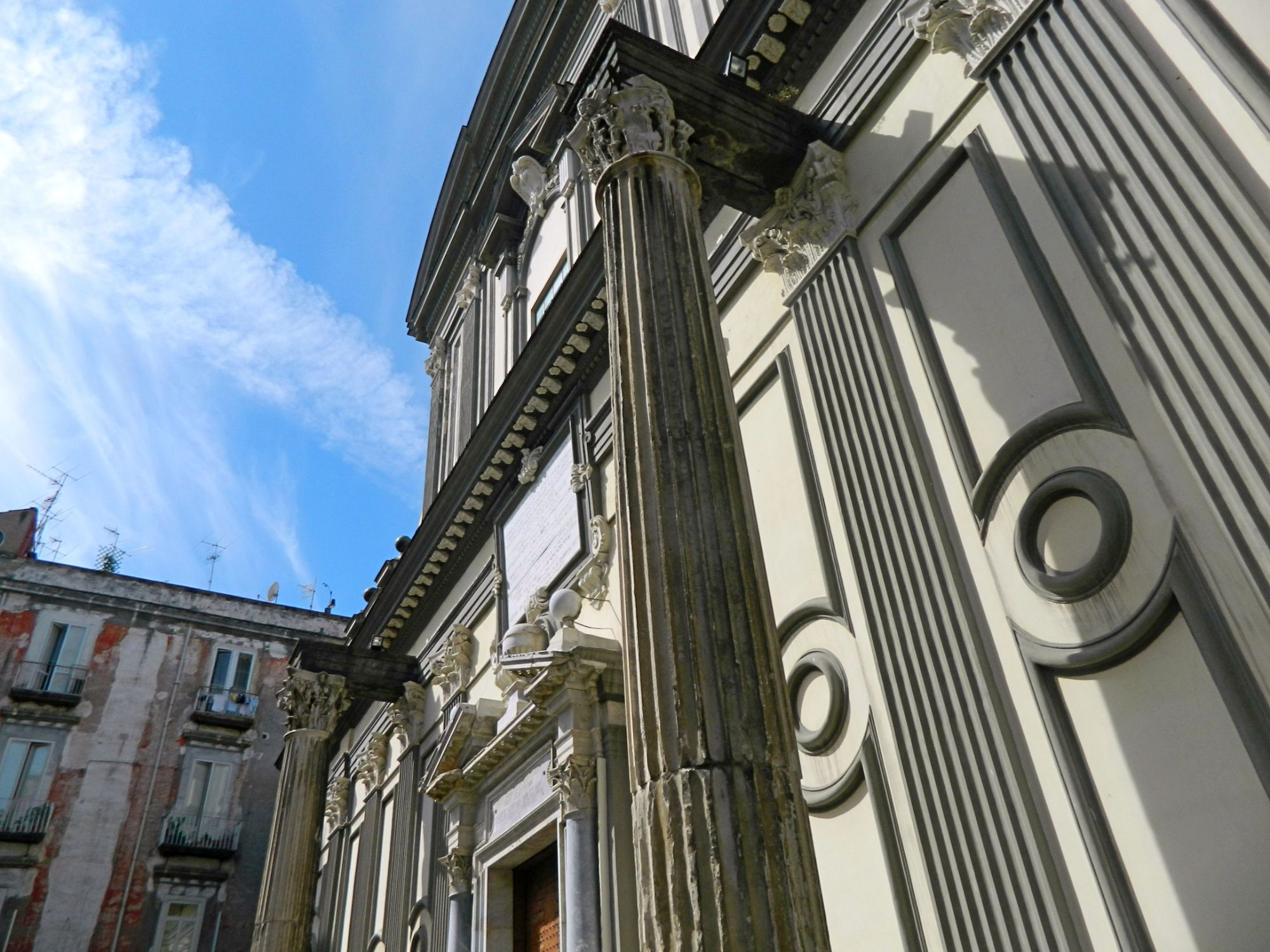
Links en rechts van de kerkdeur van de San Paolo Maggiore een zuil van de Dioscuri-tempel.

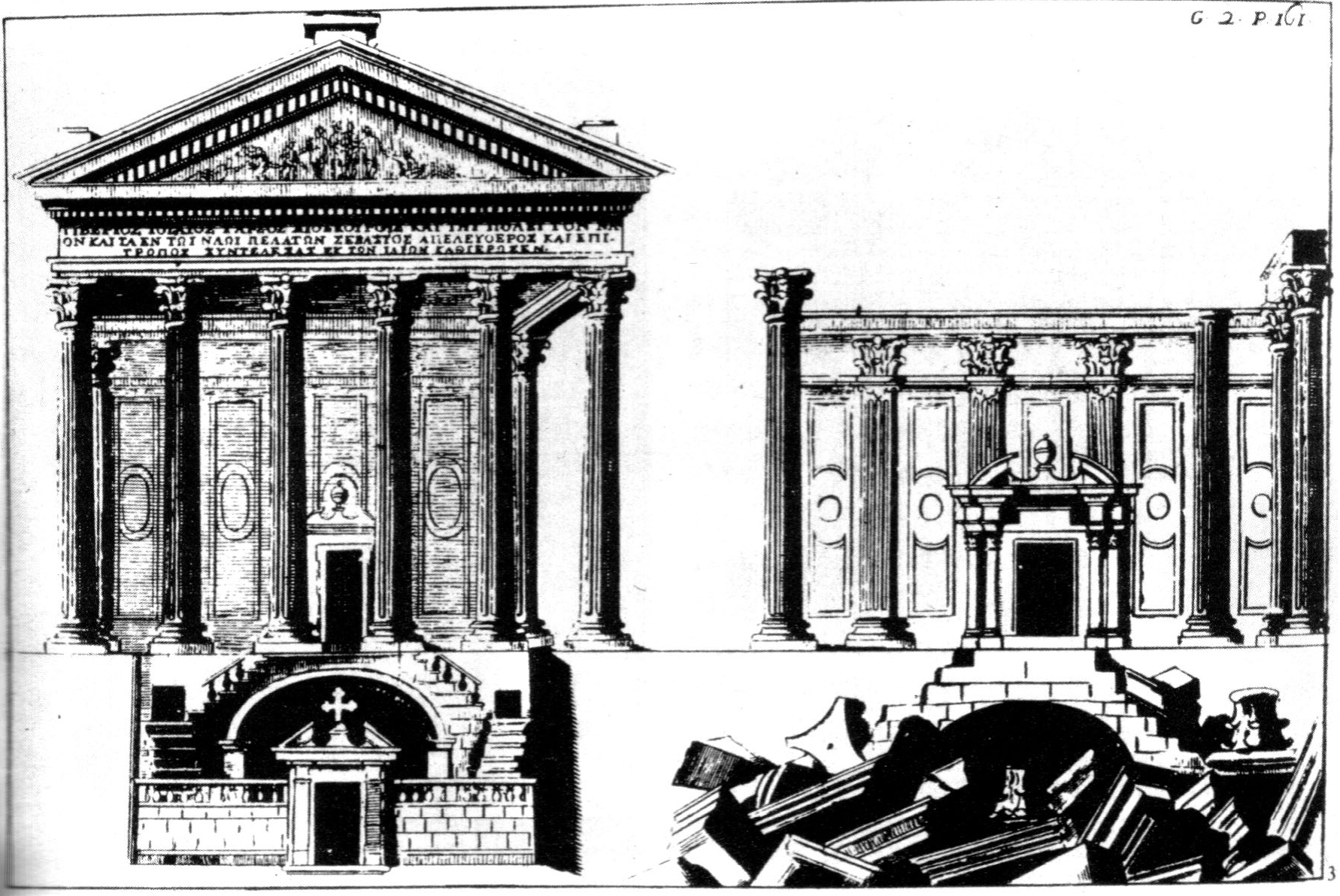
Links Dioscuri-tempel; rechts basiliek San Paolo Maggiore na haar laatste uitbreiding.

De Dioscuri-tempel was een Griekse tempel en nadien een Romeinse tempel in Napels. Ze was toegewijd aan de Dioscuri, ook bekend als de goddelijke tweelingbroers Castor en Pollux. 
De tempel stond in de wijk van de Agora respectievelijk Forum van de Griekse en Romeinse stad Napels. Het plein waar de tempel stond droeg tot ver na de Klassieke Oudheid de naam van Augustusplein of van Oude Markt. Het was eeuwenlang de trefplaats van handelaars die Napels aandeden. De tempel fungeerde sinds het einde van de Romeinse tijd als kerk. De actuele naam van het plein is de Piazza San Gaetano.

## Historiek
De Dioscuri-tempel werd gebouwd in de Griekse Oudheid. Napels was een belangrijke Oud-Griekse nederzetting in Groot-Griekenland. Opgravingen gaven aan dat de eerste tempel er moet gestaan hebben in de 5e v.Chr. De cultus van Castor en Pollux was wijd verbreid: ze werden aanroepen als bescherming van de zeelui en van havens. Ook in de havenstad Napels was er een aanbidding van de Dioscuri. De laatste verbouwingen van de tempel dateren vermoedelijk van de eerste eeuw, ten tijde van keizer Tiberius. De afmetingen van deze tempel waren groot. De voorgevel telde acht marmeren zuilen van elk 13 meter hoog. De zuilen waren Korinthisch. Boven op de voorgevel stond een hoog fronton. Dankzij de tekeningen van Francisco de Holanda (16e eeuw) bleef het mogelijk een gedetailleerd idee te hebben van de omvang van de tempel. Na de Middeleeuwen was de tempel/kerk een deel van het theatijnenklooster toegewijd aan Cajetanus of Gaetano van Thiene.
Door de aardbeving van 1688 stortte de Dioscuri-tempel in. 
Van de acht zuilen aan de voorzijde bleven er vier overeind staan. Twee van de vier werden nadien nog gesloopt. De basiliek San Paolo Maggiore incorporeerde de twee laatste zuilen van de tempel, toen ze in de barokke tijd werd uitgebreid. De twee zuilen staan aan de buitenzijde van de kerk, links en rechts van de hoofdingang. Stukken van de standbeelden van Castor en Pollux konden nog teruggevonden worden na de aardbeving. 